# Ilex apicidens
Ilex apicidens är en järneksväxtart som beskrevs av Nicholas Edward Brown. Ilex apicidens ingår i släktet järnekar, och familjen järneksväxter. Inga underarter finns listade i Catalogue of Life.